# Kataragama

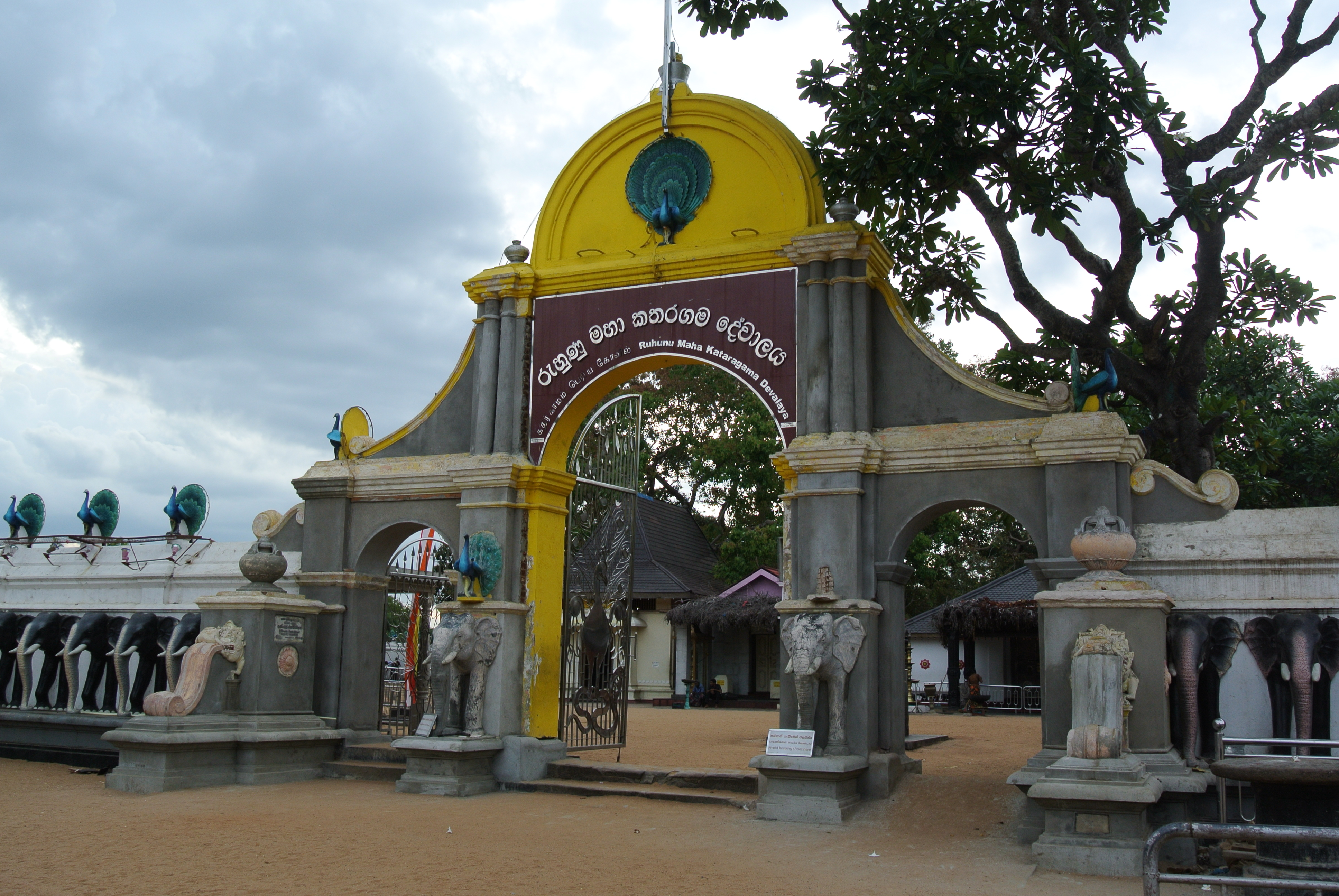
A entrada do templo

Kataragama, Katharagama, Katirkamam (Língua tâmil கதிர்காமம்) é uma área regional muito popular de peregrinação para o Hinduísmo, Budismo, Islamismo e do povo indígena Wanniyala-Aetto (ou Vedda) do Sri Lanka e do sul da Índia, onde o deus Murugan ou Karttikeya é a maior divindade.

## Cidade
No local se desenvolve uma aglomeração urbana cercada pela selva no sul do Sri Lanka. Nos tempo medievais era apenas um pequeno vilarejo. Fica a 228 km a sudoeste da capital, Colombo.

## Templos
- Em Kataragama há um Santuário hinduísta dos tâmeis do Sri Lanka e do sul da Índia, o qual é dedicado a Lord Katirkaman e presidido pela divindade Escanda. Os Hindus Shaivitas do sul da Índia chama o local e a divindade de Subrahmanya. Nos textos Hindus essa divindade também é chamada Kandasamy, Katiradeva, Katiravel, Kartikeya e Tarakajith. "Katir" significa luz informe. Essa divindade é representada como tendo seus rostos e doze mãos ou com tendo um rosto e quatro mãos. O rio local Manik Ganga ou Manika Gangai é usado nas abluções, banhos sagrados e purificação
- Kataragama é uma dos 16 principais locais de peregrinação no Sri Lanka. Conforme a "crônica" Sri Lankana Mahawamsa, quando as árvores Bodhi ou Pipil sob a qual Gotama (Buda) chegou à iluminação no norte da Índia foram trazidas em 300 AC para Anuradhapura, os guerreiros ou Kshatriyas de Kataragama estavam presentes para prestar respeito e homenagem. O templo budista Kiri Vehera Dagoba, que fica próximo ao santuário Hindu, foi construído pelo Rei Mahasena por volta de 580 AC.
- A divindade Kataragama é indígena, sendo celebrada há muito tempo no Sri Lanka, mesmo antes das adorações Hinduísta ou Budista. Esse deus residiria na montanha sagrada do povo Vedda, chamada Wædahiti Kanda. Em outras épocas essa divindade foi adorada como Deus Saman, importante para os singaleses antes da conversão ao Budismo.
- Sincretismo: Kataragama é uma cidade multi-religiosa. Além dos locais acima, há uma Mesquita muçulmana no complexo dos templos.
- Mesmo com as diferenças de Castas e credos, muitos dos singaleses reverenciam o deus Kataragama. É adorado como uma divindade muito poderosa e lhe pedem ajuda com enorme fervor religioso para resolver problemas pessoais ou de suas empresas. Acreditam em sua existência e no seu extraordinário poder de atender a suas preces. "Tâmis" de outras áreas do Sri Lanka vêm de longe a Kataragama como peregrinos.

## Acesso
Em 1992, foi proposta a extensão da ferrovia entre Matara para Kataragama. Essa extensão está em construção num plano acelerado em três fases.. A primeira fase já iniciada em 2008 tem 27 km desde Matara até Beliata e custará 60 milhões de rúpias. Já foi construída a ponte sobre o rio Nilwala pela Corporação Nacional de Engenharia. O projeto todo deverá custar cera de três bilhões de rúpias e estará concluída em 2014.